# Trouble (fumetto)
Trouble è una miniserie a fumetti in cinque numeri, pubblicata dalla Marvel Comics tra il 2003 e il 2004; è scritta da Mark Millar, disegnata da Terry Dodson (matite) e Rachel Dodson (chine), colorata da Matt Hollingsworth.
L'edizione italiana della serie è uscita nel giugno del 2004 pubblicata dalla Panini Comics, nella collana 100% Marvel.
Il tema della serie sono le vacanze-lavoro di quattro ragazzi: Ben, Richie, Mary e May e i loro problemi, sentimentali ma anche molto concreti e drammatici. Si ispira al genere dei fumetti rosa che ebbero un certo successo dagli anni cinquanta agli anni settanta, cercando di rinnovarlo ma soprattutto di modernizzarlo, inserendo molti temi attuali.
La stessa Marvel produsse molti fumetti di questo tipo, su cui si cimentarono autori celebri per i loro contributi alla storia del genere supereroe, compreso Stan Lee e John Romita Sr. (quest'ultimo per la DC Comics).
La storia risente anche dell'influenza di telefilm, come Dawson's Creek, con adolescenti come protagonisti, in cui si cerca di analizzare quali possono essere i drammi interiori piccoli o grandi che questa particolare età comporta.
Il nome dei protagonisti è quello dei familiari (genitori e zii) di Peter Parker, ma il fumetto non fa parte della continuity dell'Uomo Ragno. In effetti viene lasciata una certa ambiguità sulla reale identità dei protagonisti, senza fornire indizi decisivi per la loro identificazione.

## Personaggi
- May: ragazza diciassettenne dai capelli rossi, con una famiglia problematica alle spalle, è molto disinibita e in cerca di avventura.
- Mary: amica coetanea e bionda di May, ha la testa sulle spalle ed è un po' timida.
- Richard: ragazzo bruno, molto attraente e pronto a nuove avventure, spensierato e il favorito del padre. Il nome viene spesso diminuito in Richie.
- Ben: fratello di Richard, più timido e profondo del fratello, molto fragile e con meno esperienza.

## Copertine
A differenza di quanto avviene di consueto con i fumetti le copertine di Trouble sono fotografie, scattate da Philippe Bialobos, pensate per attrarre l'attenzione di un vasto pubblico, anche femminile. Lo stile, infatti, ricorda quello di romanzi per ragazze o pose di alcuni telefilm giovanili. A dispetto delle apparenze entrambe le modelle (una è Taylor Davidson) sono maggiorenni. Il numero 1 statunitense ha avuto una seconda edizione (detta The second Chances Edition), distribuita fra il primo e il secondo albo, con una copertina disegnata da Frank Cho.
L'aspetto e le pose delle modelle utilizzate hanno suscitato in USA un certo scalpore e alcune accuse di scabrosità alla Marvel e a Millar.